# Chien Français Tricolore
Il Français Tricolore è una razza canina di origine francese e secondo la classificazione cinologica FCI risponde allo standard nr. 219/15.09.1997.
È un cane da muta di media-grande taglia, elegante, sufficientemente strutturato e muscoloso.

## Origine
Come per gli altri segugi francesi, si dice che questi cani siano stati selezionati dall'accoppiamento fra Gascon saintongeois, “Poitevin” e “Foxhound”. A lungo questa razza non assunse caratteri ben fissati, tanto che gli stessi cinofili francesi li definivano “batard”. Una volta stabilizzata la tipicità della razza, rimasero comunque poco comuni, infatti anche oggi, continuano a essere quasi esclusivamente cani da lavoro.

## Aspetto
Testa e collo: La testa non è grande, ma abbastanza allungata, con protuberanza occipitale marcata. Il muso è diritto, piuttosto lungo e a volte leggermente “montonino”.  Le labbra hanno una quadratura molto leggera. Il cranio è leggermente arrotondato, con scatola cranica abbastanza sviluppata e solco frontale più accentuato.
Il tartufo è nero con narici aperte. I denti sono completi nello sviluppo e nel numero. Il collo è lungo, forte e qualche volta con una leggera giogaia. Le orecchie sono larghe, attaccate all'altezza dell'occhio, leggermente girate, non troppo flessibili, e raggiungono di preferenza la radice del tartufo o arrivano a due dita da esse. Gli occhi sono grandi e bruni, talvolta cerchiati di nero. Lo sguardo è intelligente.
Corpo e coda: Il torace è profondo e ben disceso sino ai gomiti, le costole sono lunghe e non troppo piatte. Il dorso è sostenuto e ben collegato. Il ventre è leggermente retratto.
Arti: Gli arti anteriori si presentano ben dritti e larghi. I piedi sono magri. I posteriori presentano anche ben dritte, in armonia con la parte anteriore. Le cosce sono lunghe, e sufficientemente muscolose. I garretti abbastanza larghi, vicini al suolo, leggermente piegati. Le spalle sono lunghe e aderenti al torace. La coda è abbastanza lunga, portata alta ed in maniera elegante.
Pelo e mantello: Il pelo è raso e piuttosto fine.
I colori: Il mantello è tricolore, con gualdrappa più o meno estesa. Macchie focate di preferenza vivaci o anche color rame. La macchia color carbone sulle guance e sulle labbra, così come le moschettature di colore blu o fuoco sugli arti e sul corpo non sono da ricercarsi. Il pelo cosiddetto “da lupa” è ammesso.